# Pithampur
Pithampur is een nagar panchayat (plaats) in het district Dhar van de Indiase staat Madhya Pradesh. 

## Demografie
Volgens de Indiase volkstelling van 2011 wonen er 126.200 mensen in Pithampur, waarvan 58% mannelijk en 42% vrouwelijk is. De plaats heeft een alfabetiseringsgraad van 62%. Pithampur is een satellietstad van Indore. 

## Economie
In en rond de stad ligt veel industrie. Vooral zijn er veel automobielfabrieken en fabrieken van toeleveranciers aan de automobielindustrie. 